# ハラルト・チェルニー
ハラルト・チェルニー（Harald Cerny、1973年9月13日）は、オーストリア、ウィーン出身の同国代表サッカー選手。ポジションはミッドフィールダー。
ドイツのFCバイエルン・ミュンヘンでプロデビューを果たし、その後は名門1860ミュンヘンの主力選手として長年に渡り活躍、同クラブのドイツ・ブンデスリーガ最多出場記録を保持している名MF。

## 経歴
ドイツのFCバイエルン・ミュンヘンのスカウトの目にとまり、ユース時代にオーストリアのクラブから移籍。FCバイエルン・ミュンヘンのユースチーム、そして2年間サテライトチームでプレーし、1992年にトップチームの一員としてドイツ・ブンデスリーガでデビューを飾る。そのシーズンは16試合に出場し、1得点を記録した。
1993-94年シーズンの途中から1995年の夏までオーストリア・ブンデスリーガの名門FCヴァッカー・インスブルックでプレー。74試合に出場し21得点を記録する。
1995年からは再びドイツに活躍の場を移し、当時ドイツ・ブンデスリーガに属していた名門1860ミュンヘンに所属。以降は12年に渡りチームの主力選手としてプレー、同クラブのスター選手として高い評価を得る。ドイツ・ブンデスリーガでは合計238試合に出場し、同クラブのドイツ・ブンデスリーガ最多出場新記録を確立する。
オーストリア代表選手としては47試合に出場。1998年FIFAワールドカップ・フランス大会では主力選手として予選突破に貢献し本大会出場を果たしている。
膝の怪我により2007年に引退、以後は1860ミュンヘンの育成部門で指導に当たっている。

## 代表歴

### 出場大会
- オーストリア代表
  - 1998 FIFAワールドカップ

### 試合数
- 国際Aマッチ 47試合 4得点（1993年-2004年）[1]

| オーストリア代表 | 国際Aマッチ | 国際Aマッチ |
| 年               | 出場        | 得点        |
| ---------------- | ----------- | ----------- |
| 1993             | 4           | 0           |
| 1994             | 6           | 0           |
| 1995             | 2           | 0           |
| 1996             | 1           | 0           |
| 1997             | 7           | 0           |
| 1998             | 8           | 3           |
| 1999             | 6           | 0           |
| 2000             | 4           | 0           |
| 2001             | 2           | 0           |
| 2002             | 4           | 0           |
| 2003             | 2           | 1           |
| 2004             | 1           | 0           |
| 通算             | 47          | 4           |